# Llista d'asteroides/162801-162900
| Nom      | Designació provisional | Data de descobriment   | Lloc de descobriment | Descobridor/s              |
| -------- | ---------------------- | ---------------------- | -------------------- | -------------------------- |
| 162801 - | 2000 YV91              | 30 de desembre de 2000 | Socorro              | LINEAR                     |
| 162802 - | 2000 YK120             | 19 de desembre de 2000 | Socorro              | LINEAR                     |
| 162803 - | 2000 YG133             | 30 de desembre de 2000 | Anderson Mesa        | LONEOS                     |
| 162804 - | 2000 YV136             | 23 de desembre de 2000 | Anderson Mesa        | LONEOS                     |
| 162805 - | 2001 AR                | 2 de gener de 2001     | Oizumi               | T. Kobayashi               |
| 162806 - | 2001 AY10              | 2 de gener de 2001     | Socorro              | LINEAR                     |
| 162807 - | 2001 AN12              | 2 de gener de 2001     | Socorro              | LINEAR                     |
| 162808 - | 2001 AS12              | 2 de gener de 2001     | Socorro              | LINEAR                     |
| 162809 - | 2001 AW34              | 4 de gener de 2001     | Socorro              | LINEAR                     |
| 162810 - | 2001 AA37              | 5 de gener de 2001     | Socorro              | LINEAR                     |
| 162811 - | 2001 AG51              | 15 de gener de 2001    | Kitt Peak            | Spacewatch                 |
| 162812 - | 2001 AV51              | 15 de gener de 2001    | Kitt Peak            | Spacewatch                 |
| 162813 - | 2001 BE9               | 19 de gener de 2001    | Socorro              | LINEAR                     |
| 162814 - | 2001 BT19              | 19 de gener de 2001    | Socorro              | LINEAR                     |
| 162815 - | 2001 BU22              | 20 de gener de 2001    | Socorro              | LINEAR                     |
| 162816 - | 2001 BL23              | 20 de gener de 2001    | Socorro              | LINEAR                     |
| 162817 - | 2001 BX28              | 20 de gener de 2001    | Socorro              | LINEAR                     |
| 162818 - | 2001 BF33              | 20 de gener de 2001    | Socorro              | LINEAR                     |
| 162819 - | 2001 BD34              | 20 de gener de 2001    | Socorro              | LINEAR                     |
| 162820 - | 2001 BK36              | 19 de gener de 2001    | Socorro              | LINEAR                     |
| 162821 - | 2001 BV42              | 19 de gener de 2001    | Socorro              | LINEAR                     |
| 162822 - | 2001 BD49              | 21 de gener de 2001    | Socorro              | LINEAR                     |
| 162823 - | 2001 BV58              | 21 de gener de 2001    | Socorro              | LINEAR                     |
| 162824 - | 2001 BK60              | 29 de gener de 2001    | Oizumi               | T. Kobayashi               |
| 162825 - | 2001 BO61              | 26 de gener de 2001    | Socorro              | LINEAR                     |
| 162826 - | 2001 BE64              | 29 de gener de 2001    | Socorro              | LINEAR                     |
| 162827 - | 2001 BT76              | 26 de gener de 2001    | Kitt Peak            | Spacewatch                 |
| 162828 - | 2001 CG                | 1 de febrer de 2001    | Višnjan Observatory  | K. Korlević                |
| 162829 - | 2001 CX1               | 1 de febrer de 2001    | Socorro              | LINEAR                     |
| 162830 - | 2001 CK2               | 1 de febrer de 2001    | Socorro              | LINEAR                     |
| 162831 - | 2001 CV4               | 1 de febrer de 2001    | Socorro              | LINEAR                     |
| 162832 - | 2001 CO6               | 1 de febrer de 2001    | Socorro              | LINEAR                     |
| 162833 - | 2001 CS15              | 1 de febrer de 2001    | Socorro              | LINEAR                     |
| 162834 - | 2001 CO17              | 1 de febrer de 2001    | Socorro              | LINEAR                     |
| 162835 - | 2001 CA19              | 2 de febrer de 2001    | Socorro              | LINEAR                     |
| 162836 - | 2001 CY22              | 1 de febrer de 2001    | Anderson Mesa        | LONEOS                     |
| 162837 - | 2001 CB30              | 2 de febrer de 2001    | Anderson Mesa        | LONEOS                     |
| 162838 - | 2001 CC36              | 15 de febrer de 2001   | Oizumi               | T. Kobayashi               |
| 162839 - | 2001 CX36              | 13 de febrer de 2001   | Kitt Peak            | Spacewatch                 |
| 162840 - | 2001 DE3               | 16 de febrer de 2001   | Socorro              | LINEAR                     |
| 162841 - | 2001 DF4               | 16 de febrer de 2001   | Socorro              | LINEAR                     |
| 162842 - | 2001 DQ7               | 16 de febrer de 2001   | Oizumi               | T. Kobayashi               |
| 162843 - | 2001 DN13              | 19 de febrer de 2001   | Oizumi               | T. Kobayashi               |
| 162844 - | 2001 DV27              | 17 de febrer de 2001   | Socorro              | LINEAR                     |
| 162845 - | 2001 DZ27              | 17 de febrer de 2001   | Socorro              | LINEAR                     |
| 162846 - | 2001 DK28              | 17 de febrer de 2001   | Socorro              | LINEAR                     |
| 162847 - | 2001 DA31              | 17 de febrer de 2001   | Socorro              | LINEAR                     |
| 162848 - | 2001 DV31              | 17 de febrer de 2001   | Socorro              | LINEAR                     |
| 162849 - | 2001 DN32              | 17 de febrer de 2001   | Socorro              | LINEAR                     |
| 162850 - | 2001 DV34              | 19 de febrer de 2001   | Socorro              | LINEAR                     |
| 162851 - | 2001 DF39              | 19 de febrer de 2001   | Socorro              | LINEAR                     |
| 162852 - | 2001 DJ43              | 19 de febrer de 2001   | Socorro              | LINEAR                     |
| 162853 - | 2001 DO43              | 19 de febrer de 2001   | Socorro              | LINEAR                     |
| 162854 - | 2001 DE47              | 19 de febrer de 2001   | Socorro              | LINEAR                     |
| 162855 - | 2001 DU50              | 16 de febrer de 2001   | Socorro              | LINEAR                     |
| 162856 - | 2001 DN53              | 20 de febrer de 2001   | Socorro              | LINEAR                     |
| 162857 - | 2001 DP70              | 19 de febrer de 2001   | Socorro              | LINEAR                     |
| 162858 - | 2001 DZ71              | 19 de febrer de 2001   | Socorro              | LINEAR                     |
| 162859 - | 2001 DW76              | 21 de febrer de 2001   | Socorro              | LINEAR                     |
| 162860 - | 2001 DF102             | 16 de febrer de 2001   | Socorro              | LINEAR                     |
| 162861 - | 2001 DY103             | 16 de febrer de 2001   | Anderson Mesa        | LONEOS                     |
| 162862 - | 2001 DQ104             | 16 de febrer de 2001   | Anderson Mesa        | LONEOS                     |
| 162863 - | 2001 EX4               | 2 de març de 2001      | Anderson Mesa        | LONEOS                     |
| 162864 - | 2001 EZ4               | 2 de març de 2001      | Anderson Mesa        | LONEOS                     |
| 162865 - | 2001 EP8               | 2 de març de 2001      | Anderson Mesa        | LONEOS                     |
| 162866 - | 2001 EB13              | 4 de març de 2001      | Socorro              | LINEAR                     |
| 162867 - | 2001 EA19              | 14 de març de 2001     | Kitt Peak            | Spacewatch                 |
| 162868 - | 2001 ET19              | 15 de març de 2001     | Kitt Peak            | Spacewatch                 |
| 162869 - | 2001 EF20              | 15 de març de 2001     | Anderson Mesa        | LONEOS                     |
| 162870 - | 2001 EY23              | 15 de març de 2001     | Haleakala            | NEAT                       |
| 162871 - | 2001 EO26              | 2 de març de 2001      | Anderson Mesa        | LONEOS                     |
| 162872 - | 2001 FP3               | 18 de març de 2001     | Socorro              | LINEAR                     |
| 162873 - | 2001 FB7               | 18 de març de 2001     | Socorro              | LINEAR                     |
| 162874 - | 2001 FV12              | 19 de març de 2001     | Anderson Mesa        | LONEOS                     |
| 162875 - | 2001 FD20              | 19 de març de 2001     | Anderson Mesa        | LONEOS                     |
| 162876 - | 2001 FC24              | 19 de març de 2001     | Socorro              | LINEAR                     |
| 162877 - | 2001 FB28              | 19 de març de 2001     | Socorro              | LINEAR                     |
| 162878 - | 2001 FU33              | 18 de març de 2001     | Socorro              | LINEAR                     |
| 162879 - | 2001 FM42              | 18 de març de 2001     | Socorro              | LINEAR                     |
| 162880 - | 2001 FS51              | 18 de març de 2001     | Socorro              | LINEAR                     |
| 162881 - | 2001 FT51              | 18 de març de 2001     | Socorro              | LINEAR                     |
| 162882 - | 2001 FD58              | 24 de març de 2001     | Socorro              | LINEAR                     |
| 162883 - | 2001 FM68              | 19 de març de 2001     | Socorro              | LINEAR                     |
| 162884 - | 2001 FR73              | 19 de març de 2001     | Socorro              | LINEAR                     |
| 162885 - | 2001 FW84              | 26 de març de 2001     | Kitt Peak            | Spacewatch                 |
| 162886 - | 2001 FT88              | 26 de març de 2001     | Kitt Peak            | Spacewatch                 |
| 162887 - | 2001 FD93              | 16 de març de 2001     | Socorro              | LINEAR                     |
| 162888 - | 2001 FJ106             | 18 de març de 2001     | Anderson Mesa        | LONEOS                     |
| 162889 - | 2001 FT116             | 19 de març de 2001     | Socorro              | LINEAR                     |
| 162890 - | 2001 FO138             | 21 de març de 2001     | Haleakala            | NEAT                       |
| 162891 - | 2001 FS169             | 23 de març de 2001     | Cima Ekar            | Asiago-DLR Asteroid Survey |
| 162892 - | 2001 GW1               | 13 d'abril de 2001     | Kitt Peak            | Spacewatch                 |
| 162893 - | 2001 GK3               | 14 d'abril de 2001     | Socorro              | LINEAR                     |
| 162894 - | 2001 HD                | 16 d'abril de 2001     | Kitt Peak            | Spacewatch                 |
| 162895 - | 2001 HR4               | 16 d'abril de 2001     | Socorro              | LINEAR                     |
| 162896 - | 2001 HG11              | 18 d'abril de 2001     | Socorro              | LINEAR                     |
| 162897 - | 2001 HB15              | 23 d'abril de 2001     | Kitt Peak            | Spacewatch                 |
| 162898 - | 2001 HK22              | 24 d'abril de 2001     | Haleakala            | NEAT                       |
| 162899 - | 2001 HB27              | 27 d'abril de 2001     | Desert Beaver        | W. K. Y. Yeung             |
| 162900 - | 2001 HG31              | 24 d'abril de 2001     | Haleakala            | NEAT                       |